# Darganata
Darganata – miasto w północno-wschodnim Turkmenistanie, w wilajecie lebapskim, siedziba etrapu. W 2022 roku liczyło ok. 13,8 tys. mieszkańców.
Miejscowość otrzymała status miasta w 2016 roku.